# San Marcos Arteaga
San Marcos Arteaga är en kommun i Mexiko.   Den ligger i delstaten Oaxaca, i den sydöstra delen av landet, 230 km sydost om huvudstaden Mexico City.
Följande samhällen finns i San Marcos Arteaga:
- Vista Hermosa Lázaro Cárdenas